# 1,3-Benzodioxole
Le 1,3-benzodioxole (1,2-méthylènedioxybenzène) est un composé organique de formule C6H4O2CH2, dérivé du benzène et un composé hétérocyclique contenant le groupe fonctionnel méthylènedioxy. C'est un liquide incolore.
Bien que le benzodioxole ne soit pas employé particulièrement, de nombreux composés apparentés par le groupe méthylènedioxyphényle sont bioactifs et sont incorporés à des pesticides et produits pharmaceutiques.

## Synthèse
Le 1,3-benzodioxole peut être synthétisé à partir de catéchol avec des halométhanes disubstitués,.